# Búalám Húhí
Búalám Húhí (arabul: بوعلام خوخي; Bou Ismaïl, Algéria, 1990. szeptember 7. –) algériai származású katari válogatott labdarúgó, az élvonalbeli Al Arabi csatára. Sokan Katar egyik legígéretesebb tehetségének tartják, veszélyesek szabadrúgásai, a széleken is helytáll.

## Pályafutása

### A válogatottban
A katari válogatottban 2013. december 21-én mutatkozott be Bahrein ellen. Első gólját 2013. december 31-én Szaúd-Arábia ellen szerezte. Szerepelt a 2019-es Ázsia-kupán, amelyet Katar megnyert. Részt vett a 2019-es Copa Américán is, ahol Paraguay ellen gólt szerzett. Játszott a 2021-es CONCACAF-aranykupán, a 2022-es világbajnokságon és a 2023-as Ázsia-kupán is.

## Sikerei, díjai

### A válogatottal
Katar B
- WAFF-bajnokság: 2014

Katar
- Ázsia-kupa: 2019, 2023
- Öböl-kupa: 2014